# Wappen Benins
Das Wappen Benins wurde 1990 erneut angenommen, nachdem es bereits von 1964 bis 1975 in Gebrauch war.
Der Schild ist mit roten Teilungslinien quadriert. Im vorderen silbernen Feld ein goldenes Schloss im Stil der Somba, das für die Geschichte Benins steht. Im silbernen hinteren Feld der Stern von Benin, die höchste nationale Auszeichnung. Hinten unten im silbernen Feld auf blauem Schildfuß ein schwarzes rechtsfahrendes Schiff, das für die Ankunft der Europäer in Benin steht. Im silbernen Feld vorn unten eine grüne Palme. Das Wappen wird von je einem rotgezungten Leoparden, dem Nationaltier Benins, links und rechts gehalten.
Über den Schild das Nationalsymbol: zwei mit Mais und Sand gefüllte schwarze Füllhörner, die für Wohlstand stehen.
Unter dem Wappenschild eine Schriftrolle, auf welcher das Nationalmotto („Brüderlichkeit, Gerechtigkeit, Arbeit“) auf Französisch in schwarzen Majuskeln steht.

## Wappen der Volksrepublik Benin
1972 verfolgte die Regierung einen marxistisch-leninistischen Kurs und wandelte Benin in eine Volksrepublik um. Dadurch wurde auch das Staatswappen 1975 in ein an die Sowjetunion angelehntes Wappen geändert. Nachdem Benin 1990 wieder zu einer Republik geworden war, nahm man erneut das Wappen von 1964 an.
- Grün steht für die Natur des Landes,
- der Rote Stern und das rote Schriftband für den Sozialismus,
- der Mais- und Ährenkranz für die Klasse der Bauern,
- das Zahnrad symbolisiert die Arbeiterklasse.